# Marcel Grimm
Marcel Grimm (* um 1941) ist ein ehemaliger Schweizer Tischtennisspieler mit seinen grössten Erfolgen in den 1960er und 1970er Jahren. Er ist achtfacher nationaler Meister im Einzel und nahm an fünf Weltmeisterschaften teil.

## Werdegang
Marcel Grimm gewann bei den Nationalen Schweizer Meisterschaften zwischen 1964 und 1975 insgesamt 21 Titel, nämlich acht im Einzel, sechs im Doppel und sieben im Mixed. Von 1963 bis 1973 wurde er für fünf Weltmeisterschaften und mehrere Europameisterschaften nominiert, kam dabei aber nie in die Nähe von Medaillen.
1973 beendete er seine internationale Laufbahn.

## Turnierergebnisse
| Verband | Veranstaltung     | Jahr | Ort       | Land | Einzel     | Doppel    | Mixed        | Team |
| ------- | ----------------- | ---- | --------- | ---- | ---------- | --------- | ------------ | ---- |
| SUI     | Weltmeisterschaft | 1973 | Sarajevo  | YUG  | letzte 64  | Qual      | Qual         | 33   |
| SUI     | Weltmeisterschaft | 1969 | München   | FRG  | letzte 128 | letzte 64 | Qual         | 31   |
| SUI     | Weltmeisterschaft | 1967 | Stockholm | SWE  | letzte 256 | letzte 64 | letzte 64    | 33   |
| SUI     | Weltmeisterschaft | 1965 | Ljubljana | YUG  | letzte 128 | letzte 64 | letzte 32    | 24   |
| SUI     | Weltmeisterschaft | 1963 | Prag      | TCH  | Qual       | Qual      | keine Teiln. | 25   |